# Mariataler Wäldle
Das Mariataler Wäldle ist ein vom Regierungspräsidium Südwürttemberg-Hohenzollern am 11. August 1966 durch Verordnung ausgewiesenes Naturschutzgebiet auf dem Gebiet der Stadt Ravensburg im Landkreis Ravensburg.

## Lage
Das Mariataler Wäldle liegt im Ravensburger Wohnbezirk Weißenau auf der Gemarkung Eschach links der Schussen. Das Gebiet gehört zum Naturraum Bodenseebecken.

## Landschaftscharakter
Im Gebiet befindet sich ein Laubmischwald mit mächtigen Linden und ein Weiher und kleineren Feuchtgebieten, die mit Röhrichten oder Hochstaudenfluren bewachsen sind. Das Naturschutzgebiet ist ringsum von bebauten Flächen umgeben.

## Flora und Fauna
Nennenswerte Arten im Gebiet sind die Gemeine Teichmuschel, die Knollige Kratzdistel und die Mücken-Händelwurz.